# Jiří Šťastný (umělec)
Jiří Šťastný (* 24. února 1944, Ratíškovice) je místní umělec, sochař a řezbář v Ratíškovicích a autor sochy Svatopluka na vrchu Náklo.

## Životopis
Jiří Šťastný se narodil 24. února 1944 ve vesničce Ratíškovice. Vystudoval místní základní školu. V sedmdesátých letech se dal na uměleckou cestu a od té doby dělá sochy a díla na zakázku, ale 27 let si musel k umělecké práci přivydělávat jako horník. V roce 2007 odmítl z důvodu nedostatku času účastnit se konkurzu na postavení sochy Sáma a v roce 2013 i sochy Cyrila a Metoděje ze stejného důvodu. V roce 2017 však další nabídku přijal a vytesal sochu Svatopluka, plánuje se na něčem podobném i nadále podílet.